# 奇响天外
上海奇响天外文化传播有限公司，简称“奇响天外”，有时也可称为“奇响天外工作室”，是总部位于中国上海市杨浦区伟德路6号505-23室的声优经纪公司或配音团体。于2016年1月7日由配音导演彭博为首的团队成立，公司经营范围包括：文化艺术交流活动策划，公关活动策划，广告设计、制作、代理、发布；图文设计制作，展览展示服务，会务服务，摄影摄像服务，互联网技术领域内的技术开发、技术转让、技术服务、技术咨询，文化用品、办公用品、工艺美术品的销售等。

## 概要
奇响天外工作室的理念为“传递声音的力量”。
公司业务以配音及设计为主，该公司的业务范围包括演艺经纪，音像衍生品生产销售，舞台剧制作，展会活动策划、公关活动策划等。
由于中国亚文化的特点，活跃在网络上（主要在哔哩哔哩、新浪微博等）的声优很多，奇响天外旗下配音演员的昵称/艺名/真名也经常混合使用，通常采用艺名进行对外活动；而在中国文联的“播音员注册证”当中则使用真名。

### 工作室历史
2014年奇响天外工作室业务由配音导演彭博创立，联合创始人为唐夙凌，工作室运营初期合伙人包括杜言、陆敏悦、张亚珠。
2016年1月，正式注册为公司。同年，奇响天外邀请新人蒋丽、林景、钟魏、林敏、潘敏、薛倞加入工作室。同年，奇响天外工作室参与米哈游开发的游戏《崩坏3》的大部分配音工作，彭博担任该游戏的配音总导演。
2017年，杜冥鸦加入该工作室。
2018年，蒋丽和张亚珠分别负责了游戏《封印者》和动画《元素英雄小波波》的配音导演工作。
2018年底前后，严艺楠、林宜会、董海龙、耿铭琳、周元成、齐天怡、李春胤等人先后加入奇响天外。
2019年1月，米哈游购入奇响天外的13.34%股份，公司最大股东仍由彭博及家族企业持有。之后，奇响天外在上海市普陀区交通路2447号甘泉德比易园设立录音棚。同年起，奇响天外开始参与米哈游开发的游戏《原神》的大部分配音工作，彭博成为该游戏的配音总导演。
2021年8月9日，Kinsen加入奇响天外。
2021年11月，新人配音演员可可味加入奇响天外。
目前，奇响天外团队约有40余人，其中配音演员占团队人数七成。

## 主要作品
- 《崩坏3》
- 《原神》
- 《崩坏：星穹铁道》
- 《绝区零》
- 《勝利女神：新的希望》

## 所属配音演员及其配音作品
參考來源：

### 唐夙凌（林簌）
唐夙凌早于2008年接触网络配音，最初以“早川舞”之名参与配音活动，2010年起使用目前的艺名“林簌”。2011年进入清泉配音工作室学习专业配音，同年受邀加入淮秀帮，之后淮秀帮因创意作品《撑腰体》大火，唐在其中担任郑佩佩的配音。2014年，与彭博合伙创立“奇响天外”配音工作室。

#### 動畫
2013年
- 红色自行车（宋福淑）

2014年
- 飞机总动员（香妮）

2015年
- 秦时明月之君临天下（焱妃、涟衣）
- 长江7号：超萌特攻队（小88号）

2016年
- 糖果世界大冒险（小咕噜、高蒙）
- 灵石茂险王（大茂）

2017年
- 武庚纪（随风起舞）
- DC超级英雄美少女（沃勒校长、猫女、豹女、星火）
- 无论如何都想加入生肖（天真猪）

2018年
- 非凡的公主希瑞（新版）（希瑞）
- 悠猴和它的朋友们（帕美）

2019年
- 女武神的餐桌（无量塔姬子）
- 迷你波莉（莎尼）
- 忍者哈特利（三叶建一、三叶妈妈）

2020年
- 斗罗大陆（比比东）
- 女武神的餐桌II（无量塔姬子、路人B）

2021年
- 新秦时明月（焱妃）

2022年
- 无限世界（詹岚）
- 小虎和他的朋友们（小虎）

2024年
- 雄狮少年2（徐记者）

#### 遊戲
2014年
- 炫斗之王（紫瞳）
- 众神争霸（暗影之舞）
- 炉石传说（泰兰德）

2015年
- 苍穹战线（Yak-3、Bf109、军旗IV）
- 勇者大冒险（雷霆特工女）
- 姬神幻想录（玉藻前）
- 虚荣（洛姬）

2016年
- 炉石传说（泰兰德）
- 崩坏3（无量塔姬子、姬轩辕、浓姬、卑弥呼、苏莎娜）
- 全民突击（中国红）
- 全民超神（风暴降生丹妮莉丝）
- 天魔幻想（哈桑）

2017年
- 战舰少女R（长春、狮、俾斯麦）
- 诺亚幻想（暝乐）
- 守望先锋（伊菲）
- 地下城与勇士（女圣职者）

2018年
- 王者荣耀（阿轲、公孙离）
- 机动战队（胧）
- 自由幻想（女刺客）

2019年
- 寄甡 Symbiotic Love（梓婳）
- 反恐精英Online（魔龙·埃希娅）

2020年
- 原神（琴、甘雨、罗斯玛丽）
- 赛博朋克2077（艾芙琳·帕克）
- 高能手办团（夏澄阳子）
- 幻书启世录（穆丝）
- 机动都市阿尔法（Red）
- 魔兽争霸III：重制版（泰兰德）

2021年
- 幻书启世录（伊文缇尔、艾尔·阿吉芙）
- 四叶草剧场（葛夜、春）
- 使命召唤手游（艾斯克拉）
- 忘川风华录（虞姬）
- Apex英雄（瓦尔基里）
- 复苏的魔女（夏芙尔、尤妲娅、南奈尔）
- 坎特伯雷公主与骑士唤醒冠军之剑的奇幻冒险（贝丝）
- 异界事务所（希尔德、罗莎莉亚）
- 花亦山心之月（蔷）
- 战地2042（俄国军官）
- 奥奇传说（蕾拉、爆爆龙）

2022年
- 消逝的光芒2（迈尔、卡伦）
- 英雄联盟（卑尔维斯）
- 崩坏3（梅比乌斯）
- 终末阵线：伊诺贝塔（桃乐茜、妮可）
- 复苏的魔女（埃舍雷）
- 空之要塞：启航（红葵）
- 跃迁旅人（塔可、维特）
- 原神（娜比雅）
- 巫师3：狂猎（呢喃婆）
- 花亦山心之月（蔷）

### 彭博

#### 電視動畫
2010年
- 蜘蛛侠（神秘客、野兽）

2011年
- 超级蜘蛛侠（虎王）

2014年
- 秦时明月之君临天下（吴旷、典庆、骨妖）

2015年
- 勇者大冒险（张天师）
- 开心球（平博士)
- 忍者神龟 第二季（布拉福德）

2016年
- 天行九歌（兀鹫、雁春君、百越老者等）
- 灵石茂险王（门爷）
- 元素英雄：小波波（博拉拉、古威球）

2017年
- 武庚纪（云中子）
- 拳皇命运（高尼茨）
- 幻镜诺德琳（古兹曼）
- 无论如何都想加入生肖（威威虎、神大人）
- 平博士密码（平博士)
- 莉莉的梦幻湾 第二季（萨蒂）

2019年
- 女武神的餐桌（齐格飞·卡斯兰娜、士兵）

2020年
- 斗罗大陆（杀戮之王）
- 秦时明月之沧海横流（吴旷）
- 女武神的餐桌II（吼姆王）
- 时之歌：花与焰的狂想诗（工程师（工头））
- 乐高侏罗纪世界（西蒙、霍斯金）

2022年
- 无限世界（零点）

2024年
- 旅途危机！圣芙蕾雅号特别事件（齐格飞·卡斯兰娜）

#### 電影
2012年
- 超蛙战士之威武教官（大炮）

2015年
- 犹太女孩在上海2：项链密码（大卫）

2016年
- 麦兜：饭宝奇兵（校长）
- 我是哪吒（夜叉）
- 吉诺密欧与朱丽叶（红砖爵士）
- 寄生兽（A先生）

2017年
- 蜘蛛侠：英雄归来（哈皮·霍根）

2019年
- 外星入侵者：黑洞计划（克隆膜尔）
- 流浪地球（旁述）
- 蜘蛛侠-英雄远征（哈皮·霍根)

2021年
- 战地风云2042：大迁徙（“爱尔兰佬”金布尔·格雷夫斯）

2022年
- 新灰姑娘2（熊）

2024年
- 雄狮少年2（报社领导）

#### 遊戲
2014年
- 天天炫鬥（布雷澤）
- 爐石傳說（烏瑟爾）

2015年
- 虛榮（索爾）

2016年
- 崩壞3（吼姆王、八重村村長、齊格飛·卡斯蘭娜）
- 守望先鋒（源氏）

2017年
- 月圓之夜（瘋狂藥劑師）
- 星際爭霸：重製版（杜加爾將軍、蟲族副官）

2018年
- 風之大陸（莫札拉德）

2019年
- 硬核機甲（莫里斯·亞希爾、魯德·瓦恩）
- 王牌戰士（李正宇）
- 多多自走棋（凋零法師）
- 反恐精英Online（【天使】烏列爾）

2020年
- 魔獸爭霸3：重製版（烏瑟爾）
- 賽博朋克2077（傑克·威爾斯）
- 原神（特瓦林、鍾離、查爾斯、塞琉斯）
- 使命召喚手遊（突擊隊員1號、突擊隊員2號、突擊隊員3號、突擊隊員5號、機動部隊2號、傭兵戰士2號、傭兵戰士5號、飛行員、加里·桑德森）
- 符文之地傳說（德萊文、盧錫安、布隆、派克）

2021年
- 光環：無限（Atrios-）
- 破敗之王：英雄聯盟外傳（布隆、派克）
- 幻書啟世錄（洛倫佐）
- 復甦的魔女（達修斯）
- 爐石傳說（烏瑟爾）
- 劍網3（阮閒舟）
- 戰地風雲2042（“愛爾蘭佬”金布爾·格雷夫斯）

2022年
- 消逝的光芒2（史派克）
- 巫師3 狂獵（血腥男爵、狄拉夫）
- 異界事務所（薩迪烏斯）

2023年
- 崩壞：星穹鐵道（瓦爾特）
- 白夜極光（索克）
- 依露希爾：星曉（艾隆）
- 霧境序列（燧石）

2024年
- 雷索納斯（達斯廷、摩爾）
- 崩壞：星穹鐵道（波提歐、被迫扮演怪物的十七分熟弟弟）

2025年
- 勝利女神：新的希望（馬士丁）

### 蒋丽（小N）
更新至2025年5月
近一年的新作品
《无畏契约》暮蝶

《间谍过家家（国语版）》阿尼娅

《崩坏星穹铁道》停云 帕姆 佩佩 谛听

《巫师3》普西拉

《无期迷途》普希拉 多莉 

《斗罗大陆2绝世唐门》许久久

《如龙8》雪纪

《蛋仔派对》淘气丸子

《元梦之星》忍、魅影

《宝可梦 钻石与珍珠（新国语版）》小光

《汪汪队立大功之小砾与工程家族》威勒

《铃兰之剑》蔻蔻娜、伦伽勒

《卡拉比丘》伊薇特

《重返未来1999》梅兰妮

《第七史诗》萝菲

《欢迎来到梦乐园》黛黛

《雾境序列》茉夏

《蔚蓝档案》猫冢响

《冲呀 饼干人：王国》松饼饼干

《碧蓝航线》柴郡

《白夜极光》伊伦汀、塔塔

《千年之旅》西莱

《圣境之塔》刺桐

《光系解语》白.帕帕薇尔

《斯露德THRUD》三叶
配音代表作
游戏

《无畏契约》暮蝶

《英雄联盟》阿狸、薇古丝

《原神》香菱、凯瑟琳、神里绫华

《崩坏星穹铁道》停云、帕姆、佩佩、谛听、忘归人
《绝区零》耀嘉音
《勝利女神：新的希望》尼恩
《崩坏3》爱酱、丽塔、杏·玛尔

《崩坏学园2》丽塔·洛丝薇瑟、杏·玛尔、灵依娘、缪娜

《战双帕弥什》露西亚、深红之渊

《王者荣耀》沈梦溪、球球

《守望先锋》《守望先锋2》黑影

《巫师3》普西拉

《炉石传说》泽瑞拉、凯瑞尔

《三色△绘恋》墨小菊
其他参与游戏：《王牌战士》《忘川风华录》 《天地劫-幽城再临》《奇门之上》《异界事务所》《雾境序列》《星际战甲》《流浪之路》《梦幻诛仙》《幻书启世录》《山海镜花》《CS online》《晨曦列车》《魔兽世界》《魔兽·暗影国度》《昆特牌》《炉石传说》《最终幻想14》《QQ飞车》《CF穿越火线》《熹妃Q传》《战舰少女R》《银河境界线》等
动画
《斗罗大陆》火舞

《凹凸世界》艾比/秋

《斗罗大陆2绝世唐门》许久久

《汪汪队立大功之小砾与工程家族》威勒

《间谍过家家（国语版）》阿尼娅

《工作细胞 第二季（国语版）》反戴帽酱

《堀与宫村（国语版）》河野樱

《宝可梦 钻石与珍珠（新国语版）》小光

《命运石之门0（国语版）》阿万音铃羽/由季

《精灵旅社前传（国语版）》梅维斯

《飞天小女警（新国语版）》泡泡

《忍者哈特利（国语版）》河合梦子/影千代

《全球探险冲冲冲（国语版）》绪莉

《疯狂原始人（动画版）》小伊
其他参与动画：《春秋封神》 《地球先锋队》《宇宙小子》《超凡虫虫队》《别放精神线》《樱桃小丸子》《兔子汪达与外星人》《神域少女》《睡衣小英雄》《瓢虫少女》等
广播剧
《病美人师尊的千层套路》卿舟雪

《孤掷温柔》周方凡

《存在》宋礼
电影
《萌犬好声音系列》泰妮

《新灰姑娘》艾拉

《死侍》《蛋计划》《诡探》等
电视剧
《三面形医》刘明珠

《夜班》蒋亦妮

《导火新闻线》《隋唐英雄5》《推理笔记》等

### 钟魏（秦且歌）
原神：白朮,蒂玛乌斯,艾伦,斯万
崩壞 星穹鐵道：穹, 钟表小子,「白发鬼」,白厄
崩坏三：凯文·卡斯兰娜

### 杜冥鸦
2016年：
【游戏】崩坏三：八重樱
【游戏】崩坏学园2:八重樱
【有声漫画】《伞拟人》：玄青伞

2017年：
【游戏】诺亚幻想：安娜·贝尔
【游戏】诺亚幻想：芳川音羽

2018年：
【游戏】虚荣：瓦妮亚
【游戏】机动战队大作战：迪妮莎
【游戏】幽林怪谈：文姜

2019年：
【游戏】碧蓝航线：逸仙
【动画】《女武神的餐厅》：八重樱
【有声漫画】《玲和秋子小姐》：袁秋子
【有声漫画】《狼X兔》：半夏
【有声漫画】《养蛊计划》：Celia

2020年：
【游戏】幻书启世录：法芙娜
【游戏】原神：凝光
【游戏】崩坏3：苍玄之书
【动画】《女武神的餐厅2》：八重樱
【有声漫画】《对角线》：面瘫程序员

2021年：
【游戏】忍者必须死3：伊鹤
【游戏】复苏的魔女：玉
【游戏】幻书启世录：千早
【动画】《人偶学园》：苍玄之书
【有声漫画】《伞少女梦谈》：玉山公主

2022年：
【游戏】原神：八重神子
【游戏】终末阵线-伊诺贝塔：莉莉丝

2023年：
【游戏】崩坏-星穹铁道：镜流
【游戏】圣境之塔：曼珠沙华
【游戏】圣境之塔：夹竹桃
【游戏】帕尼亚战纪：胧
【游戏】雾境序列：瑟玛
【动画】《黄金庭院：冬日里的新年愿望》：樱

2024年：
【游戏】逆光潜入：紫芸
【动画】《旅途危机！圣芙蕾雅号特别事件》：苍玄之书
【广播剧】《后来》：寒霜雪
【广播剧】《病美人师尊的千层套路》第一季：云舒尘
【广播剧】《我与无限世界的反派结婚了》：苏知槿
【广播剧】《两面情人》第二季：孟栩然
【广播剧】《碎片时间》：亚丽丝
【广播剧】《后窗》：莉莎
【广播剧】《合久不分》第一季：顾可馨
【广播剧】《西东》第一季：施瑛
【广播剧】《众里寻她》：胡悦

### 林景
原神：鹿野院平藏、萨塔尔、沃特林
崩坏3：莱尔·科洛迪、白及
崩坏 星穹铁道:绿色折纸小鸟、涛然
绝区零：哲

### 林敏（花玲）
參考來源：

#### 动画片
| 时间   | 作品名称                         | 角色                         | 备注 |
| ------ | -------------------------------- | ---------------------------- | ---- |
| 2016年 | 《鲍尔历险记》                   | 白翼                         |      |
| 2016年 | 《元素英雄：小波波》             | 动力球                       |      |
| 2018年 | 《皮皮特攻队》                   | 露露                         |      |
| 2019年 | 《女武神的餐桌》                 | 德丽莎·阿波卡利斯            |      |
| 2020年 | 《京剧猫之脚踏实地》             | 虚无 ·阿波卡利斯             |      |
| 2020年 | 《女武神的餐桌II》               | 德丽莎·阿波卡利斯            |      |
| 2020年 | 《无敌鹿战队》                   | 多比                         |      |
| 2020年 | 《灵笼》                         | 9033                         |      |
| 2020年 | 《战双帕尼尼》                   | 卡列尼娜                     |      |
| 2020年 | 《雏蜂：伊甸之子》               | 小江                         |      |
| 2020年 | 《宝可梦：太阳与月亮》           | 阿塞萝拉                     |      |
| 2020年 | 《汪汪队立大功之超能救援》       | 艾拉                         |      |
| 2021年 | 《人偶学园》                     | 德丽莎                       |      |
| 2021年 | 《守护联萌ROY6之抱抱森林的冒险》 | 龙龙、迷你抱                 |      |
| 2021年 | 《奇妙萌可》                     | 爱心萌可、诗雅               |      |
| 2021年 | 《工作细胞》                     | 血小板、肥大细胞、群杂红细胞 |      |
| 2022年 | 《幻游猎人》                     | 猫耳小孩、露娜、芷草         |      |
| 2022年 | 《无敌鹿战队 第二季》            | 多比                         |      |
| 2023年 | 《变形金刚：地球火种 第一季》    | 摩儿                         |      |

#### 游戏
| 时间     | 作品名称           | 角色              | 备注 |
| 时间待查 | 《崩坏3》          | 德丽莎·阿波卡利斯 |      |
| 时间待查 | 《崩坏学园2》      | 德丽莎·阿波卡利斯 |      |
| 时间待查 | 《英雄联盟》       | 柔伊              |      |
| 时间待查 | 《幻塔》           | 希尔              |      |
| 时间待查 | 《王者荣耀》       | 阿古朵            |      |
| 时间待查 | 《战双帕弥什》     | 卡列尼娜          |      |
| 时间待查 | 《原神》           | 可莉、纳西妲      |      |
| 时间待查 | 《女武神的餐桌》   | 德丽莎·阿波卡利斯 |      |
| 时间待查 | 《崩壞：星穹鐵道》 | 符玄              |      |
| 时间待查 | 《絕區零》         | 猫宫 又奈         |      |

### 陆敏悦（Mace）
原神：菲謝爾、阿貝多、玛乔丽
崩坏 星穹铁道: 托帕、账账
蔚蓝档案：黑馆晴奈
绝区零：朱鸢
胜利女神 新的希望：艾可希雅

### 张亚珠（诺亚）
原神：迪奧娜、雷萤术士、冰螢術士、托克、浮游風蕈獸·元素生命、艾文、吉法師
崩壞 星穹鐵道：三月七
絕區零：照
勝利女神 新的希望：諾雅

### 董海龙（鹿喑kana）
原神：空，流浪者

### 林宜會（萧翟）
《崩壞：星穹鐵道》盧卡

### 李春胤（鱼冻）

#### 游戏
| 时间     | 作品名称           | 角色                        | 备注 |
| 时间待查 | 《崩坏3》          | 陳天武                      |      |
| 时间待查 | 《第五人格》       | 埃米爾                      |      |
| 时间待查 | 《原神》           | 達達利亞、債務處理人沙威 等 |      |
| 时间待查 | 《崩壞：星穹鐵道》 | 丹恒、丹恒·飲月             |      |

### 时欣蕾（多多poi）
参考资料：

#### 动画
| 时间   | 作品名称                       | 角色          | 备注 |
| ------ | ------------------------------ | ------------- | ---- |
| 2020年 | 《女武神的餐桌II》             | 萝莎莉娅·阿琳 |      |
|        | 《战双帕尼尼》                 | 丽芙          |      |
| 2021年 | 《人偶学园》                   | 萝莎莉娅      |      |
|        | 《变形警车珀利：儿歌博物馆篇》 | 小娟          |      |
| 2022年 | 《无敌鹿战队 第二季》          | 晶晶          |      |

#### 影视剧
| 时间   | 作品名称             | 角色            | 备注 |
| ------ | -------------------- | --------------- | ---- |
| 2020年 | 《阿什莉的扩阔宇宙》 | 布鲁克          |      |
|        | 《大秀哥》           | 莫尼卡/艾利克斯 |      |
|        | 《Feel the beat》    | 凯莉            |      |
|        | 《咒怨：诅咒之家》   | 本庄遥          |      |
|        | 《The sleepover》    | 莫尼卡/艾利克斯 |      |
| 2021年 | 《他是我的全部》     | 帕吉特          |      |

#### 游戏
| 时间     | 作品名称                                     | 角色             | 备注 |  |
| -------- | -------------------------------------------- | ---------------- | ---- |  |
| 2016年   | 《幻想全明星》                               | 尼禄             |      |  |
| 2019年   | 《夜光》                                     | 黄以苓           |      |  |
|          | 《崩坏学园2》                                | 康娜霍德         |      |  |
|          | 《崩坏3》                                    | 贝拉             |      |  |
|          | 《战双帕弥什》                               | 丽芙             |      |  |
| 2020年   | 《原神》                                     | 派蒙             |      |  |
| 2020年   | 《幻书启世录》                               | 爱丽丝、桃乐丝   |      |  |
| 2021年   | 《战舰少女R》                                | U1405            |      |  |
|          | 《四叶草剧场》                               | 阿斯特丽德       |      |  |
|          | 《复苏的魔女》                               | 艾迪希亚、莉莉娅 |      |  |
|          | 《崩坏学园2》                                | 菲米莉丝         |      |  |
|          | 《奥奇传说》                                 | 诺雅             |      |  |
|          | 《坎特伯雷公主与骑士唤醒冠军之剑的奇幻冒险》 | 诺克希娅         |      |  |
|          | 《黑潮之上》                                 | 阿科勒、井茜     |      |  |
| 2022年   | 《诺亚之心》                                 | 奥莉雅           |      |  |
|          | 《碧蓝航线》                                 | 肇和             |      |  |
|          | 《终末阵线：伊诺贝塔》                       | 法雷尔           |      |  |
|          | 《跃迁旅人》                                 | 迪迪             |      |  |
|          | 《异界事务所》                               | 亚子、罗希琳     |      |  |
| 2023年   | 《崩坏：星穹铁道》                           | 白露             |      |  |
|          | 《白夜极光》                                 | 菲莉诗、尤丽     |      |  |
|          | 《蔚蓝档案》                                 | 鹫见芹奈         |      |  |
|          | 《锚点降临》                                 | 莉丽拉、希尔莉   |      |  |
|          | 《千年之旅》                                 | 丘吉尔           |      |  |
|          | 《雾境序列》                                 | 阿格妮斯         |      |  |
|          | 《铃兰之剑》                                 | 茉茉             |      |  |
| 时期未定 | 《时序残响》                                 | 卡布奇诺         |      |  |
|          | 《阿涅瓦》                                   | 玲               |      |  |

#### 广播剧
《崩坏学园2》
康娜霍德
《蒙德茶会》

### 严艺楠（小敢）
原神：砂糖、爱德琳、纪芳、竹内、福本、阿幸、娜維婭、叶莱菲
崩壞 星穹鐵道：桂乃芬
绝区零: 格莉丝·霍华德
蔚蓝档案：早濑优香
胜利女神 新的希望：鲁德米拉

### 耿铭琳（宴宁）
耿铭琳出生于2002年6月26日，年幼时被送至海外留学，后毕业于奥地利维也纳某私立大学音乐专业，2017年加入奇饿天外进行网络配音工作，2018年加入奇响天外工作室，成为当时极少数加入奇响天外的未成年人之一。
參考來源：
动画片
2019年
《灵笼》艾丽卡
《迷你波莉》莱拉
2020年
《时之歌：花与焰的狂想诗》梅璐妮·Q
《女武神的餐桌II》莉莉娅·阿琳
《仙风剑雨录》白冰岚
《天荒战神》姬若水
《宝可梦：太阳与月亮》水莲
2021年
《人偶学园》可爱的猫猫死士、莉莉娅
《星河至尊》楚灵儿
《辉夜大小姐想让我告白～天才们的恋爱头脑战～》四宫辉夜
《卡尔玛的世界》基斯
2022年
《辉夜大小姐想让我告白？～天才们的恋爱头脑战～》四宫辉夜
2023年
《黄金庭院：冬日里的新年愿望》爱莉希雅
《镖人》小七
《辉夜大小姐想让我告白 -究极浪漫-》四宫辉夜
游戏
2018年
《诺亚幻想》江央
《英雄联盟》妮蔻
《最终王冠》布拉赛尔
《幽林怪谈》精卫、铜镜、桃夭
《封印者》
薇尔莉
2019年
《战舰少女R》
莉安夕
《崩坏学园2》
无色辉火
《崩坏3》莉莉娅·阿琳、爱莉希雅
《非人学园》
昴日
《最终王冠》芙罗拉
《初恋日记》
木子
《王者荣耀》西施
《洛奇英雄传》黛莉娅
2020年
《洛奇英雄传》蕾希
《反恐精英Online》【理事长】索伊
《山海镜花》鹈鹕
《原神》荧、诺艾尔、七七、艾拉·马斯克、刑部小判
《偶像请就位》应许
《幻书启世录》白芷、姜嫣
2021年
《四叶草剧场》贝希
《复苏的魔女》梅莫菲斯
《崩坏3》爱莉希雅
《机动都市阿尔法》塞蕾娜
《使命召唤手游》罗兹
《异界事务所》静香
《战双帕弥什》蒲牢
《绝对演绎》小橙
《洛奇》伊鲁夏
《黑潮之上》琳&蕾米
2022年
《碧蓝航线》应瑞
《终末阵线：伊诺贝塔》萝瑞尔、菲莉丝
《无期迷途》温蒂
《跃迁旅人》虚
《奥奇传说》星宇·超神神女
《崩坏学园2》希露
《坎特伯雷公主与骑士唤醒冠军之剑的奇幻冒险》AA72
2023年
《崩坏：星穹铁道》佩拉格娅·谢尔盖耶夫娜、昔涟
《行界手游》双子莫邪
《白夜极光》贡露、欧缇、爱洛拉
《蔚蓝档案》黑见芹香
《地下城与勇士》弓箭手
《第七史诗》佛里蒂丝
《卡拉彼丘》香奈美
《银河境界线》蕾贝卡
《斯露德》蕾
《天地劫》太玄灵狐
《异尘 达米拉》丽贝卡
《千年之旅》安洁（原配音）
《雾境序列》尤安蒂、嘉尔
《圣境之塔》睡莲、紫阳花
《逆光潜入》奈奈芙蕾莉卡
2024年
《绝区零》安比·德玛拉
《阿涅瓦》神秘少女A
时间待查
《帕尼亚战纪》希普诺丝、瑞尔蕾芙

### 齐天怡（子音）
原神：优菈、女士

### 金娜
原神：宵宮
崩壞 星穹鐵道：亂破
蔚蓝档案：小涂真纪

### 姚彦泽（喵酱）
原神：溫迪、诺玛
崩坏3：幽兰黛尔、奥托·阿波卡利斯 (幼年)
崩壞 星穹鐵道：彥卿、绝灭大君·星啸
蔚蓝档案：角楯花凛
胜利女神 新的希望：拉毗、阿莉亚

### 脚脚
（待补充）

### 绿律
（待补充）

### 陈润秋（M狼）
动画
2021年
火种————《只好背叛地球了》
2022年
工程师————《凹凸世界 第四季》
单机游戏
2022年
土地————《小白兔电商》
网络游戏
2022年
【不灭】埃里克————《反恐精英Online》
手机游戏
2021年
万叶的友人、徐六石————《原神》
杨任————《非人学园》
李探花瑶月皮肤、天蓬元帅神威启明皮肤————《英魂之刃》
斐迪南————《崩坏3》
夏启、朱雀等————《上古有灵妖》
马库斯————《凹凸世界》
希伦————《魂斗罗归来》
李德佛————《异界事务所》
赵孤鸣————《花亦山心之月》
2022年
凯恩————《终末阵线：伊诺贝塔》
诺克提————《战双帕弥什》
汉尼拔-巴鲁卡————《诺亚之心》
2023年
炽锋————《雾境序列》
休拉德————《白夜极光》
缪尔夏 [奢华珍宴]————《欢迎来到梦乐园》
2024年
比利·奇德————《绝区零》

### 金船（kinsen）
原神：魈、重云、追兵、马斯鲁尔丶马索/希巴拉克
崩坏3：千劫、寻梦者(2P)
崩坏 星穹铁道：仓鼠球骑士、欧泊、少年波提欧
绝区零：邦布

### 宋国庆
（待补充）

### 任可（可可味）
原神：聪美、长濑梨香、河童、琳妮特、穆妮尔、电气鞘翅、胡瓦、法乌菈
崩坏3：小跟班、露可、科拉莉·6626·普朗克
崩坏 星穹铁道：阿丽娜、瓦丝卡
胜利女神 新的希望：贝洛塔

### 橘小只
（待补充）

### 杨淼
（待补充）

### 夏至
（待补充）

### 溯浔
崩壞 星穹鐵道：雪衣
原神：露子、村田、美羽、夜鴉公主、孩童、伊迪婭
崩壞3：埃爾德什·赫麗婭
蔚藍檔案：飛鳥馬時
勝利女神 新的希望：迪塞爾、吉羅婷

### 万景霆
（待补充）

### 杨超然
崩壞 星穹鐵道：砂金、丹楓
原神: 艾尔海森、貝拉特、青鬼卓也

### 乔璐雨
参考资料：

#### 2023年
《原神》迈蒙、厄歌莉娅、纯水精灵、德拉萝诗、“瑞莲”
《崩坏：星穹铁道》明曦
《异界事务所》陈宝拉
《第七史诗》莎伦、芙米尔
《雾境序列》调查官（女）
《CSOL》十五

### 张若瑜
崩坏 星穹铁道：翡翠
崩坏三（崩坏3rd）：女寻梦者
原神：恰斯卡
蔚蓝档案：白石歌原
王者荣耀：王昭君（星穹之声、映山客）

## 过往成员
奇响天外全部成员如下（括号内为艺名）：彭博、唐夙凌（林簌）、蒋丽（小N）、钟魏（秦且歌）、杜冥鸦、潘敏（紫苏九月）、林景、林敏（花玲）、陆敏悦（Mace）、张亚珠（诺亚）、董海龙（鹿喑kana）、林宜会（萧翟）、李春胤（鱼冻）、时欣蕾（多多poi）、严艺楠（小敢）、耿铭琳（宴宁）、齐天怡（子音）、金娜、姚彦泽（喵酱）、脚脚、绿律、陈润秋（M狼）、金船（kinsen）、宋国庆、任可（可可味）、橘小只、杨淼、夏至、溯浔、万景霆、杨超然、乔璐雨、张若瑜以及部分技术性人员。